# Huevo de Instagram

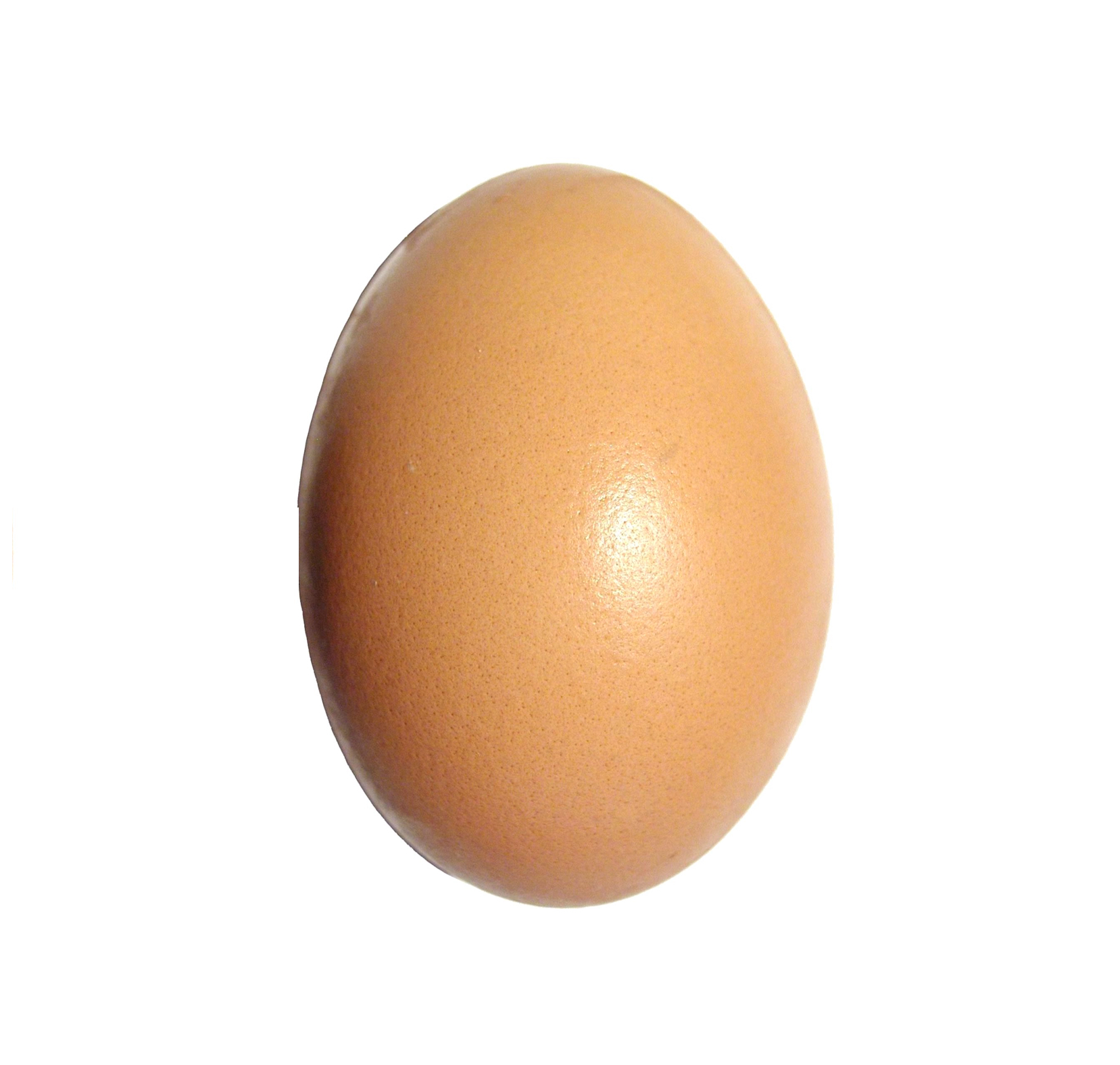
Una foto de un huevo marrón similar a la que se publicó en la cuenta.

El «huevo de Instagram» es una imagen de un huevo publicado por la cuenta @world_record_egg en la plataforma de medios sociales Instagram, notable por convertirse en un fenómeno global y un meme de Internet a los pocos días de su creación. Poseía el récord mundial tanto para la publicación de Instagram con más «me gusta», como para la publicación en línea más popular en cualquier sitio web de la historia, hasta que el 20 de diciembre de 2022 fue superado por una fotografía de la cuenta de Lionel Messi tras ganar la Copa Mundial de Fútbol de 2022 en Catar. Se reveló que el propietario de la cuenta era Chris Godfrey, un creativo publicitario, en un especial de Hulu.

## Historia
La foto fue tomada originalmente por Serguéi Platanov, quien la publicó en Shutterstock el 23 de junio de 2015 con el título «eggs isolated on white background» («huevos aislados sobre fondo blanco»).
El 4 de enero de 2019, se creó la cuenta @world_record_egg y se publicó una imagen de un huevo de ave con el título: «Let's set a world record together and get the most liked post on Instagram. Beating the current world record held by Kylie Jenner (18 million)! We got this» («Vamos a establecer un récord mundial y obtengamos la publicación con más me gusta en Instagram. Superando el récord mundial actual de Kylie Jenner (18 millones)! Tenemos esto [cubierto]»). El registro anterior de Jenner, la primera foto de su hija Stormi, había obtenido un total de 18.4 millones de me gusta.
La publicación alcanzó rápidamente 18.4 millones de «me gusta» en menos de 10 días, convirtiéndose en la publicación de Instagram más apreciada de todos los tiempos. Luego continuó aumentando en más de 45 millones de «me gusta» en las próximas 48 horas, superando el video musical de «Despacito» y tomando el récord mundial de la publicación en línea más popular (en cualquier plataforma de medios) en la historia.
Después de que la cuenta fuera verificada el 14 de enero, la publicación aumentó en popularidad y «me gusta», lo que llevó a la cobertura de la noticia en varios medios de comunicación.
Al 18 de marzo de 2019, la publicación ha acumulado más de 53.3 millones de «me gusta», casi tres veces el récord anterior de 18.4 millones. La cuenta publicó además actualizaciones frecuentes durante unos días en forma de Instagram Stories.
Varios individuos intentaron afirmar que ellos mismos eran el creador de la cuenta, pero sus afirmaciones han sido refutadas como falsas. El 3 de febrero de 2019, el creador del huevo de Instagram fue revelado por Hulu y The New York Times como Chris Godfrey, un creativo publicitario. Alissa Khan-Whelan, su colega, también fue revelada como participante.
El 18 de enero de 2019, la cuenta publicó una segunda imagen de un huevo, casi idéntica a la primera, aparte de una pequeña grieta en la parte superior izquierda. A partir del 25 de febrero de 2019, la publicación acumuló 11.8 millones de «me gusta». El 22 de enero de 2019, la cuenta publicó una tercera imagen de un huevo, esta vez con dos grietas más grandes. En menos de 25 minutos, la publicación acumuló 1 millón de «me gusta», y al 25 de febrero de 2019 ha acumulado 9,5 millones de «me gusta». El 29 de enero de 2019, se publicó una cuarta foto de un huevo en la cuenta, el cual tiene otra grieta grande en el lado derecho. La publicación tiene 7,6 millones de «me gusta» al 25 de febrero de 2019. El 1 de febrero de 2019, se publicó una quinta foto de un huevo que parece similar a la cuarta, pero tiene costuras como la de un balón de fútbol debido al Super Bowl LIII. La publicación ha acumulado 6.5 millones de me gusta hasta el 25 de febrero de 2019. La cuenta prometía que revelaría lo que había dentro del huevo el 3 de febrero en Hulu. La revelación del huevo de Instagram de Hulu se utilizó para promover una animación sobre una campaña de salud mental. Un subtítulo del clip decía: «Recently I've started to crack, the pressure of social media is getting to me. If you're struggling too, talk to someone» («Recientemente he empezado a quebrar, la presión de las redes sociales me está afectando. Si también estás luchando, habla con alguien»).
El 20 de diciembre de 2022, el récord de la publicación de Instagram con más «me gusta» fue superado por una publicación del futbolista argentino Lionel Messi, que lo mostraba a él y a sus compañeros de equipo celebrando después de ganar la Copa Mundial de la FIFA 2022 con su selección nacional.

## Recepción
En respuesta a romper el récord mundial de la publicación de Instagram más apreciada, el propietario de la cuenta escribió: «Esto es una locura. Qué momento para estar vivo». Horas más tarde, Kylie Jenner publicó un video en Instagram rompiendo un huevo y vertiendo su yema en el suelo, con la leyenda «Take that little egg» («Toma eso, pequeño huevo»).
Expertos debatieron sobre el significado del dominio de la imagen del huevo sobre la publicación de un miembro de la familia Kardashian-Jenner, que ha sido descrita como la «primera familia» de las redes sociales. Como observó Vogue, tocar un pictograma de corazón es fácil, y los huevos son «adorables». Más específicamente:
«[L]a economía de la atención es una estafa basada en que requiere poco o nada de trabajo tanto del productor como del consumidor a pesar de tener más espacio y, por lo tanto, valor en nuestras vidas digitales ... pero muy bien podría ser: como una metáfora para la fragilidad del ecosistema influyente, el huevo ha roto Internet».
La importancia del evento y su publicación masiva fueron un tema de discusión.
Un investigador de memes de Internet de la Universidad de Westminster lo comparó con el movimiento para nombrar a un buque oceanográfico en el Reino Unido como «Boaty McBoatface».
El éxito de Instagrammer es una rara victoria para la campaña viral no pagada en las redes sociales. «Aquí hay una pequeña revuelta en contra de las celebridades: 'mira lo que podemos hacer con un simple huevo'».
El investigador sugiere que el logro de convertirse en una publicación viral no pagada tan ampliamente anunciada puede ser cada vez más escaso, ya que las redes sociales dependen más de la promoción pagada y empresarial.
Se ha caracterizado como una reacción populista contra el consumismo, y ha sido visto también como un triunfo de la comunidad sobre la celebridad. Sin embargo, impulsados por su éxito popular, los creadores han prometido sacar provecho de una oportunidad de comercialización, lanzando recuerdos centrados en el huevo; esto fue criticado debido a que daba a indicar que habían adoptado la cultura corporativa que el esfuerzo parecía rechazar implícitamente.
Cientos de juegos basados en el huevo de Instagram han aparecido en la App Store de Apple. Los creadores del huevo de Instagram también llegaron a un acuerdo para promocionar Hulu.